# Saving Joshua
Saving Joshua ist eine schwedische Metalcore-Band aus Västerås.

## Geschichte
Saving Joshua wurde im Zeitraum zwischen Dezember 2007 und Januar 2008 in den schwedischen Orten Västerås und Kungsbacka unter anderem von Johan Mattson (Gesang) und Viktor Lindell (Gitarre, Gesang) gegründet. Inzwischen spielen mit Robert Stenstrand (Gitarre) und Andreas Gedda (Schlagzeug) zwei weitere Musiker in der Band. Ehemalige Musiker sind unter anderem Marco Eronen (ehemalig Raised Fist) und Gustav Lithammer (inzwischen bei Adept).
2009 erschien ihre Demo-EP Saving Joshua, welche die Gruppe in Eigenregie produzierte und vertrieb. Im August 2010 spielte die Band auf dem Moshpit Open Air, wo auch Enter Shikari, The Ghost Inside, We Are the Ocean, Bionic Ghost Kids, Shadows Chasing Ghosts und You Ate My Dog auftraten.
Im März 2011 tourte die Gruppe als Headliner gemeinsam mit Notimefor durch sieben europäische Staaten. Im Juli spielte die Band auf dem Wlesefest im slowakischen Martin gemeinsam mit First Blood, All Faces Down und Till We Drop. Im August 2011 folgte ein Auftritt auf dem LT-Fest in Tschechien, wo die Gruppe unter anderem mit Eskimo Callboy und Placenta zu sehen war.
Das Debütalbum Forever Hold Your Peace wurde im September 2011 über das schwedische Label Supernova Records veröffentlicht, welches die Gruppe inzwischen unter Vertrag genommen hatte.
Im November 2011 plante die schottische Band Yashin aus Glasgow eine kleinere Europa-Tour, bei der Saving Joshua Supportact war. Auch spielte die Gruppe bereits mit Horse the Band, Redcraving, Embrace Elijah, Our Last Night, Buried in Verona und Urma Sellinger.

## Diskografie
- 2009: Saving Joshua (EP, kein Label)
- 2011: Forever Hold Your Peace (Supernova Records)